# غاز طبيعي مسال

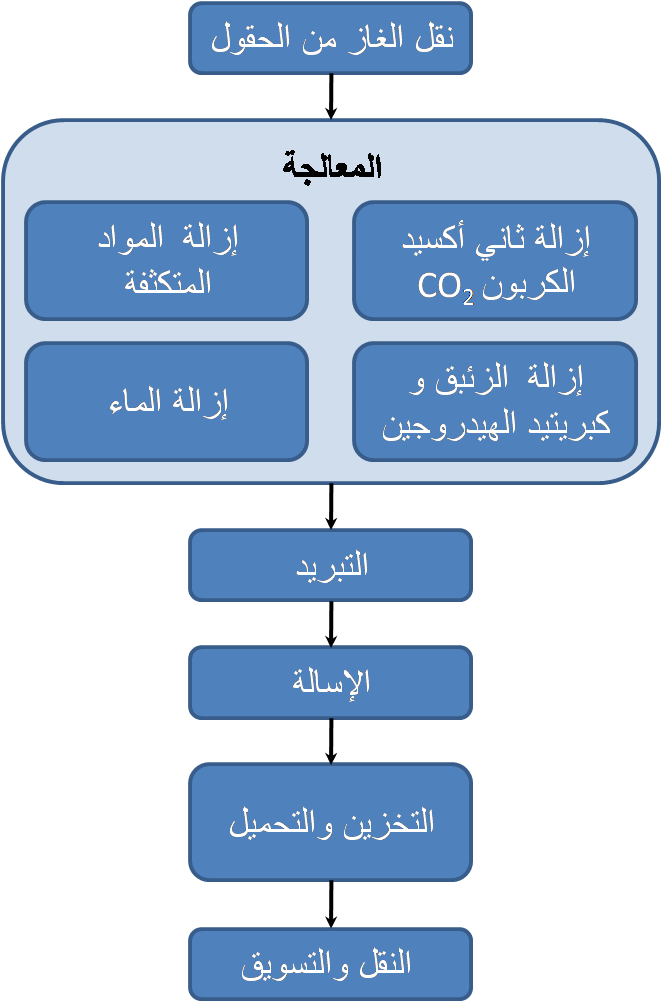
عمليات معالجة وإسالة الغاز.

الغاز الطبيعي المسال (بالإنجليزية: liquefied natural gas أو LNG)‏ هو غاز طبيعي تمت معالجته وإسالته بالتبريد (انظر تسييل الغاز). يتم استخراج الغاز من حقول النفط والغاز ثم ينقل عبر أنابيب خاصة إلى منشأة المعالجة حيث تتم عمليات معالجة إضافية، تبريد، وإسالة الغاز تحت الظروف الجوية.

## مقدمة تاريخية
بدأت فكرة إسالة الغاز عام 1914 في الولايات المتحدة الأمريكية كبراءة اختراع وفي عام 1917 قامت بريطانيا بأول عملية تجارية غرب فيرجينيا إلا أن الاستغلال الفعلي للغاز أخذ مجراه عندما وقعت بريطانيا عقداً مدته خمسة عشر عاماً مع الجزائر عام 1961 لتزويد الأولى بأقل من حوالي مليون طن من الغاز الطبيعي المسال سنوياً. بعد ذلك انتشرت عمليات الغاز المسال في أنحاء العالم تدريجيا حتى وصلت إلى مايقارب 40 ميناء للغاز المسال حاليا وشملت بلدانا عربية مثل سي جاز بمصر، قطر غاز وراس جاز بقطر، ويمن ال ان جي في اليمن.

## خصائص الغاز المسال
- يحفظ في الصورة السائلة عند درجة حرارة 161.5 مئوية تحت الصفر والضغط الجوي تقريبا.
- كثافتة حوالي 440 كغم\م3 (أقل من نصف كثافة الماء) عندما يكون سائلا، عندما يصبح غاز ويزداد حجمه حوالي 600 مرة عن حالته السائلة.
- ليس له طعم، لون، ولا رائحة. يمكن الاستدلال على تسربه إلى الجو المحيط من السحب أو الغيوم الناشئة حول مكان التسرب بسبب امتصاصه لحرارة الجو وبالتالي تكثف بخار الماء في الهواء على صورة سحب.
- غير سام ولكنه يسبب الاختناق.
- يسبب تهشم المعادن، البلاستيك، المطاط وأي مواد كان يتوقع أنها مرنه أو لدنة في الظروف العادية لتصبح أشبه بالزجاج المحطم.
- يسبب حروقا باردة (تدعى لسعة الصقيع) إذا ما لامس الجسم بسبب فرق درجة الحراة الهائل بين الجسم، الغاز المسال.
- يسبب انفجارا باردا (لا احتراق فيه) عند خلطه مع الماء وتسمى هذه الظاهرة المرحلة الانتقالية السريعة.
- طاقة احتراقه حوالي 49 ميغاجول\كغم وهي نظيفة جدا مقارنة بباقي مواد الاحتراق النفطية مثل الديزل والبنزين ويعدّ الميثان المكون الرئيسي فيه.

## لماذا الغاز المسال؟
يعتقد البعض أن الغاز يمكن استخدامه كوقود في حالته السائلة وهذا خطأ ولكن السبب الحقيقي وراء إسالة الغاز هو تسهيل عملية نقله فقط. أثبتت الدراسات والأبحاث الاقتصادية أن تكاليف نقل الغاز في الحالة السائلة عبر البحار والمحيطات أقل كلفة بكثير منها عن نقله في الحالة الغازية. السبب يعود إلى أن الغاز المسال (غالبا الميثان) يأخذ حيّزاً أقل بحوالي 600 مرة منه في الحالة الغازية. وفي حالة التفكير بضغط الغاز في الحاويات البحرية بهدف تقليل الحجم فسيتوجب تصميم الجدران الحاوية بسماكة كبيرة كافية لتحمل ضغط الغاز وبالتالي تُشكّل عبئا ثقيلا على السفن. أما الغاز المسال ومع أن كثافته أكثر من كثافة الغاز الطبيعي بكثير إلا أنها تظل أقل بكثير من كثافة الفولاذ مثلا والذي يستخدم في تصميم الحاوية عند الضعط الجوي.

## عمليات المعالجة والإسالة
يمكن تلخيص العمليات اللازمة لإنتاج الغاز الطبيعي المسال كما يلي:
- أولا يمرر الغاز المستخرج من الأرض عبر أنابيب لنقله إلى مركز المعالجة.
- تبدأ معالجة الغاز عن الظروف القياسية (غالبا مايكون منضغطا في حرارة الجو العادية) بإزالة المواد غير اللازمة والمواد التي قد تشكل ضررا على المنشأة والبيئة. مثل هذه المواد الماء، الزيوت النفطية، الغازات والمواد الهيدروكربونية المتكثفة، غاز ثاني أكسيد الكربون لكون هذه المواد مسببا في انسداد أنابيب التبريد فيما بعد (لأنها جميعا ستتجمد وتصبح مواد صلبة قبل الوصول لدرجة تبريد وتسييل الغاز بكثير).كذلك غاز كبريتيد الهيدروجين والذي تم حظره دوليا (غاز سام ويسبب المطر الحمضي) والزئبق لأنه يتسبب في تآكل وانهيار الأواني والأنابيب المصنوعة من الألمنيوم.
- بعدها تبدأ عملية تبريد الغاز على مراحل وهنا تختلف طرق التبريد من شركة لأخرى وحسب طبيعة الموقع والجدوى الاقتصادية. في الغالب تبدأ عملية التبريد بمبردات البروبان (التي يتم تبريدها بالماء أولا ثم بغاز البروبان نفسه). يتم فصل بعض الغازات المكونة للغاز الطبيعي وفقا لدرجة غليانها مثل الميثان، الإيثان، البروبان، البيوتان، البنتان وماعلاه ويفاد من بعضها في عملية التبريد ومن البعض الآخر كوقود ضمن المنشأة. الجدير ذكره أن غاز البنتان وما فوقه تعدّ غازات ثقيلة ويجب فصلها كي لا تتسبب في عملية التجمد والانسداد. يصبح الغاز الطبيعي المضغوط أصلا في درجات حرارة حوالي 36 تحت الصفر.
- تأتي المرحلة الثانية من التبريد وهي الأهم حيث يبرد الغاز أكثر فأكثر بمبردات غازية مستخلصة من نفس الغاز الطبيعي عادة مثل المبرد المختلط والمكون من خليط من غاز الإيثان والبروبان. في هذه المرحلة يصبح الغاز الطبيعي المضغوط نسبيّا باردا في درجات أدنى من 150 تحت الصفر.
- بمجرد تحرير الغاز المضعوط عبر ما يسمى صمام طمسون ينخفض ضغطه حتى يقترب من الضغط الجوي وبسبب كفاءة العزل الحراري يحدث تحوّل في الطاقة (قانون الغاز المثالي) وتنخفض درجة الحرارة حتى حوالي 158 تحت الصفر وهي قريبة جدا من درجة الإسالة. في الحقيقة يكون الغاز قد أصبح سائلا عند هذه الدرجة لكونه مايزال تحت ضغط أعلى من الضغط الجوي بقليل. تحدث أخيرا عملية الإسالة الطبيعية في إناء يعرف بإناء التبخير النهائي حيث يهبط ضغط الغاز للضغط الجوي تقريبا وتهبط معه درجة الحراة إلى -161.5 ويصبح الغاز عندها سائلا يمكن ضخّه إلى خزانات تبريد ذات عزل حراري عالي الكفاءة كما يمكن ضخّه فيما بعد إلى حاويات النقل فيما بعد (سفن بحرية في الغالب).

## شركات الغاز المسال
تُعدّ قطر أكبر مُصدّر للغاز الطبيعي المسال في العالم بينما تعدّ الجزائر أول منتج له. فيما يلي بعض الشركات المنتجة مع متوسط إنتاجها السنوي:
- نورث ويست : 4.4 مليون طن للعام
- سي جاز : 5.5 مليون طن للعام
- الشركة اليمنية للغاز الطبيعي المسال: 6.7 مليون طن للعام
- تانجو : 7.6 مليون طن للعام
- ساخالين : 9.6 مليون طن للعام
- قطر غاز : 7.8 مليون طن للعام
- راس غاز قطر : 15.6 مليون طن للعام
- شركة غاز البصرة (حديثاً)

## المخاطر
لا يشكل الغاز المسال خطرا كبيرا الا عند التعامل معه بنوع من الإهمال. من هذه المخاطر:
- انفجار الإناء الحاوي له عند ارتفاع درجة حرارته عن درجة الإسالة (-161.5 درجة مئوية) ويمكن أن يكون مصحوبا باحتراق إذا وجد مصدر إشعال في الهواء الجوي وفي هذه الحالة يصبح من الصعب السيطرة عليه.
- يمكن لكميات كافية متسربة من الغاز المسال أن تسبب الاختناق وبالتالي الموت بالإضافة إلى تجمد الجسم بسبب البرودة الشديدة.
- الانفجار البارد عند ملامسته للماء.

ترجع مخاطر الحرائق والانفجارات في منشآت الغاز الطبيعي
المسال إلى وجود غازات وسوائل قابلة للاشتعال والسوائل
والأآسجين ومصادر الإشعال أثناء أعمال التحميل والتفريغ
تمثل حادثة سكيكدة المأساوية التي وقعت في الجزائر عام 2004 دليلا قاطعا على مدى الخطر حيث راح ضحيتها كل من كان في المنشأة تقريبا (27 فردا). كما أن حادثة وقعت قبلها عام 1973 في الولايات المتحدة وقتلت 37 فردا وأخرى أكثر مأساوية كانت حدثت قبلها في كليفلاند عام 1944 نجم عنها 128 قتيلا.
الانبعاثات الهوائية :
تشتمل انبعاثات الملوثات الهوائية (المستمرة منها وأ غير
المستمرة)، في منشآت الغاز الطبيعي المسال، على مصادر
الاحتراق لتوليد الكهرباء ( والحرارة مثلاً، أنشطة التجفيف
والإسالة في محطات إسالة الغاز الطبيعي وأنشطة إعادة تحويل
الغاز المسال إلى حالته الغازية في محطات استقبال الغاز
الطبيعي المسال)، بالإضافة إلى استخدام ضواغط ومضخات
ومحرآات ترددية (مثلاً، الغلايات والتوربينات والمحرآات
الأخرى). وقد ينتج عن الانبعاثات الملوثة المنطلقة من عملية
الحرق والإطلاق

## وصلات داخلية
- المرحلة الانتقالية السريعة
- احتياطي الغاز العالق

## وصلات خارجية
- ما هو الغاز الطبيعي المسال؟